# Infernals diskografi
Dette er diskografi af dansk dance-duo Infernal bestående af bandets medlemmer Lina Rafn (billedet), Paw Lagermann og eks-bandmedlem Søren Haahr, der forlod bandet efter udgivelsen af deres debutalbum, Infernal Affairs i 1998.

## Album

### Studiealbum
| Titel | Albumdetaljer                                                                                  | Hitlistepositioner | Hitlistepositioner | Hitlistepositioner | Certificationer    | Salg          |
| Titel | Albumdetaljer                                                                                  | DEN                | FIN                | UK                 | Certificationer    | Salg          |
| --- | ---------------------------------------------------------------------------------------------- | ------------------ | ------------------ | ------------------ | ------------------ | ------------- |
| Infernal Affairs | - Udgivet: Oktober 1998 - Pladeselskab: Flex - Format: CD                                      | 6                  | —                  | —                  | - DEN: 2× Platinum | - DEN: 80.000 |
| Waiting for Daylight                                                                                                | - Udgivet: April 2001 - Pladeselskab: Flex - Format: CD                                        | 32                 | —                  | —                  |                    |               |
| Muzaik | - Udgivet: 8. oktober 2001 - Pladeselskab: Flex - Format: CD                                   | 14                 | —                  | —                  |                    |               |
| From Paris to Berlin                                                                                                | - Udgivet: 18. oktober 2004 - Pladeselskab: Border Breakers - Formater: CD, digital download   | 1                  | 29                 | 44                 | - DEN: 2× Platinum |               |
| Electric Cabaret | - Udgivet: 11. august 2008 - Pladeselskab: Border Breakers - Formater: CD, digital download    | 2                  | —                  | —                  | - DEN: 2× Platinum |               |
| Fall from Grace | - Udgivet: 27. september 2010 - Pladeselskab: Border Breakers - Formater: CD, digital download | 9                  | —                  | —                  | - DEN: Guld        |               |
| Hormesis | Udgivet: 17. november 2022                                                                     |                    |                    |                    |                    |               |
| "—" betyder at albummet enten ikke pånåede hitliste placering eller at det ikke blev udgivet i der pågældende land. |                                                                                                |                    |                    |                    |                    |               |

## Singler
| År   | Sang                                    | Hitlistepositioner | Hitlistepositioner | Hitlistepositioner | Hitlistepositioner | Hitlistepositioner | Hitlistepositioner | Hitlistepositioner | Hitlistepositioner | Hitlistepositioner | Hitlistepositioner | Certificationer            | Album                |
| År   | Sang                                    | DEN                | AUS                | AUT                | FIN                | FRA                | IRE                | NLD                | SPA                | SWE                | UK                 | Certificationer            | Album                |
| ---- | --------------------------------------- | ------------------ | ------------------ | ------------------ | ------------------ | ------------------ | ------------------ | ------------------ | ------------------ | ------------------ | ------------------ | -------------------------- | -------------------- |
| 1997 | "Sorti de L'enfer"                      | 5                  | —                  | —                  | —                  | —                  | —                  | —                  | —                  | —                  | —                  |                            | Infernal Affairs     |
| 1998 | "Highland Fling"                        | 2                  | —                  | —                  | —                  | —                  | —                  | —                  | —                  | —                  | —                  |                            | Infernal Affairs     |
| 1998 | "Kalinka"                               | 1                  | —                  | —                  | —                  | —                  | —                  | —                  | —                  | —                  | —                  |                            | Infernal Affairs     |
| 1998 | "Voodoo Cowboy"                         | 12                 | —                  | —                  | —                  | —                  | —                  | —                  | —                  | —                  | —                  |                            | Infernal Affairs     |
| 1999 | "Your Crown"                            | 8                  | —                  | —                  | —                  | —                  | —                  | —                  | —                  | —                  | —                  |                            | Infernal Affairs     |
| 2000 | "Serengeti"                             | 10                 | —                  | —                  | —                  | —                  | —                  | —                  | —                  | —                  | —                  |                            | Waiting for Daylight |
| 2000 | "Sunrise"                               | 6                  | —                  | —                  | —                  | —                  | —                  | —                  | —                  | —                  | —                  |                            | Waiting for Daylight |
| 2001 | "Muzaik"                                | 5                  | —                  | —                  | —                  | —                  | —                  | —                  | —                  | —                  | —                  |                            | Waiting for Daylight |
| 2001 | "You Receive Me"                        | 12                 | —                  | —                  | —                  | —                  | —                  | —                  | —                  | —                  | —                  |                            | Muzaik               |
| 2002 | "Let Me Hear You Say Yeah"              | 11                 | —                  | —                  | —                  | —                  | —                  | —                  | —                  | —                  | —                  |                            | Muzaik               |
| 2003 | "The Cult of Noise" (featuring Snap!)   | —                  | —                  | —                  | —                  | —                  | —                  | —                  | —                  | —                  | —                  |                            | non-album single     |
| 2003 | "Banjo Thing" (featuring Red$tar)       | 3                  | —                  | —                  | —                  | —                  | —                  | —                  | —                  | —                  | —                  |                            | From Paris to Berlin |
| 2004 | "Cheap Trick Kinda Girl" (*)            | —                  | 28                 | —                  | —                  | —                  | —                  | —                  | —                  | —                  | —                  |                            | From Paris to Berlin |
| 2004 | "From Paris to Berlin" (*)              | 1                  | 20                 | 49                 | 2                  | 14                 | 2                  | 9                  | 20                 | 57                 | 2                  | - DEN: Platinum - UK: Gold | From Paris to Berlin |
| 2005 | "Keen on Disco" (*)                     | 20                 | —                  | —                  | 12                 | —                  | —                  | —                  | —                  | 13                 | —                  |                            | From Paris to Berlin |
| 2005 | "A to the B" (*)                        | 3                  | —                  | —                  | —                  | 49                 | —                  | —                  | —                  | —                  | —                  |                            | From Paris to Berlin |
| 2006 | "Ten Miles" (*)                         | 5                  | —                  | —                  | —                  | —                  | —                  | —                  | —                  | —                  | —                  | - DEN: Platinum            | From Paris to Berlin |
| 2006 | "Self Control"                          | 2                  | —                  | —                  | 6                  | —                  | 14                 | —                  | —                  | —                  | 18                 | - DEN: Platinum            | From Paris to Berlin |
| 2007 | "I Won't Be Crying" (*)                 | 2                  | —                  | —                  | 16                 | —                  | —                  | 99                 | —                  | —                  | 123                | - DEN: Platinum            | From Paris to Berlin |
| 2008 | "Downtown Boys"                         | 2                  | —                  | —                  | —                  | —                  | —                  | —                  | —                  | —                  | —                  | - DEN: Platinum            | Electric Cabaret     |
| 2008 | "Whenever You Need Me"                  | 8                  | —                  | —                  | —                  | —                  | —                  | —                  | —                  | —                  | —                  | - DEN: Gold                | Electric Cabaret     |
| 2008 | "Electric Light"                        | 5                  | —                  | —                  | —                  | —                  | —                  | —                  | —                  | —                  | —                  | - DEN: Gold                | Electric Cabaret     |
| 2009 | "Redefinition"                          | —                  | —                  | —                  | —                  | —                  | —                  | —                  | —                  | —                  | —                  |                            | Electric Cabaret     |
| 2010 | "Love Is All..."                        | 6                  | —                  | —                  | —                  | —                  | —                  | —                  | —                  | —                  | —                  | - DEN: Gold                | Fall from Grace      |
| 2010 | "Alone, Together"                       | —                  | —                  | —                  | —                  | —                  | —                  | —                  | —                  | —                  | —                  |                            | Fall from Grace      |
| 2012 | "Can't Go Back"                         | 29                 | —                  | —                  | —                  | —                  | —                  | —                  | —                  | —                  | —                  |                            | Non-album singles    |
| 2016 | "Hurricane"                             | —                  | —                  | —                  | —                  | —                  | —                  | —                  | —                  | —                  | —                  |                            | Non-album singles    |
| 2017 | "Weightless"                            | —                  | —                  | —                  | —                  | —                  | —                  | —                  | —                  | —                  | —                  |                            | Non-album singles    |
| 2017 | "Not Alone (Alo Elo Ele)"               | —                  | —                  | —                  | —                  | —                  | —                  | —                  | —                  | —                  | —                  |                            | Non-album singles    |
| 2018 | "Fist Up"                               | —                  | —                  | —                  | —                  | —                  | —                  | —                  | —                  | —                  |                    |                            | Non-album singles    |
| 2018 | "Made You Love Me"                      | —                  | —                  | —                  | —                  | —                  | —                  | —                  | —                  | —                  | —                  |                            | Non-album singles    |
| 2018 | "Don't U Know That I Care"              | —                  | —                  | —                  | —                  | —                  | —                  | —                  | —                  | —                  | —                  |                            | Non-album singles    |
| 2018 | "WeToo"                                 | —                  | —                  | —                  | —                  | —                  | —                  | —                  | —                  | —                  | —                  | —                          | Non-album singles    |
| 2019 | "1000 Colours"                          | —                  | —                  | —                  | —                  | —                  | —                  | —                  | —                  | —                  | —                  |                            | Non-album singles    |
| 2019 | "Techno Tombola"                        | —                  | —                  | —                  | —                  | —                  | —                  | —                  | —                  | —                  | —                  | —                          | Non-album singles    |
| 2020 | "We Luv (officially Vi Elsker Anthem!)" | —                  | —                  | —                  | —                  | —                  | —                  | —                  | —                  | —                  | —                  |                            | Non-album singles    |

- (*) Hitlistepositionerne er baseret på Download Top-20 hitlisten i Danmark, som er baseret på digital salg.